# 圣荷西 (洛斯桑托斯省)
圣荷西是巴拿马洛斯桑托斯省拉斯塔布斯区的一个城市，2010年是人口为593。 该市2000年时人口为593，1990年时人口为640。